# Operazione Inherent Resolve
L'operazione Inherent Resolve è un'operazione militare americana durante l'intervento militare contro lo Stato Islamico dell'Iraq e della Siria, entrata in atto il 15 giugno 2014 a seguito di una richiesta formale di assistenza da parte del legittimo governo iracheno.